# Судебное заседание (картина)
«Судебное заседание» — картина английского художника Эдвина Генри Ландсира, созданная в 1840 году, являющаяся сатирой на представителей юриспруденции. На картине изображены собаки в роли типичных представителей профессий, присутствующих на заседании суда. В центре картины в роли судьи изображён пудель. Картина была написана Ландсиром после случайной фразы: художник обедал с графом д’Орсе, и тот заявил, что пудель художника стал бы отличным Лорд-канцлером. В различных источниках пудель идентифицируется с лордом Брумом либо лордом Линдхёрстом.
Работа над картиной была завершена в 1840 году, после чего она была выставлена в Королевской академии художеств и приобретена Уильямом Кавендишем, 6-м герцогом Девонширским, позднее тот попросил Ландсира добавить на картину свою собаку Бони породы бленимский спаниель. Сейчас картина находится в Чатсуорт-хаусе.